# Guatteria pavonii
Guatteria pavonii este o specie de plante angiosperme din genul Guatteria, familia Annonaceae, descrisă de George Don jr. Conform Catalogue of Life specia Guatteria pavonii nu are subspecii cunoscute.